# Rameau profond du nerf radial
Le rameau profond du nerf radial (ou nerf interosseux postérieur) est un nerf moteur de l'avant-bras branche terminale du nerf radial.

## Origine
Le rameau profond du nerf radial est la branche postérieure terminale du nerf radial.
Il est issu de la division du nerf radial en deux rameaux dans le sillon bicipital latéral. C'est le plus volumineux des deux rameaux.

## Trajet
Après sa naissance, le rameau profond s'oriente en bas, en arrière et en dehors et contourne le col du radius pour s'engager dans la loge antébrachiale postérieure entre les couches musculaires superficielle et profonde jusqu'au milieu de l'avant-bras.
Il passe entre les deux faisceaux du muscle supinateur et donne ses branches terminales :
- la branche antérieure qui innerve les muscles profonds : les muscles long abducteur, court extenseur et long extenseur du pouce, extenseur de l'index,
- la branche postérieure qui innerve les muscles superficiels : les muscles extenseur ulnaire du carpe, extenseur du petit doigt et extenseur des doigts,
- le nerf interosseux antébrachial postérieur qui descend en arrière de la membrane interosseuse de l'avant-bras.

## Aspect clinique
La proximité de ce rameau avec le col du radius le rend vulnérable dans les fractures de l'extrémité proximale du radius.
La compression du rameau profond du nerf radial, aussi appelée neuropathie interosseuse postérieure, a une incidence d'environ 3/100 000 patients.
Le rameau profond du nerf radial est le plus fréquemment comprimé entre les deux chefs du muscle supinateur. Il peut aussi être comprimé antérieurement à la tête radiale, au niveau des vaisseaux radiaux récurrents ou lors de son passage près du tendon du muscle court extenseur radial du carpe.
Il peut être aussi être blessé dans les fracture de Monteggia en raison de la luxation antérieure de la tête radiale. Environ 12% des patients avec une fracture de la diaphyse humérale ont une blessure au rameau profond du nerf radial.
La compression du rameau profond du nerf radial entraîne une faiblesse de l'extension des doigts, due à la perte de fonction des muscles extenseurs de la main, et parfois une déviation radiale du poignet lors de son extension, dû à la perte de fonction de l'extenseur ulnaire du carpe (seul l'extenseur radial du carpe conserve une fonction intacte).
Le diagnostic est clinique, mais l'EMG permet d'en obtenir la confirmation.
La neuropathie interosseuse postérieure peut être traitée de façon conservatrice avec des attelles, des anti-inflammatoires non-stéroidiens, de la physiothérapie ou des infiltrations, mais il est fréquent qu'une chirurgie de décompression soit nécessaire,.